# حلبة دي لا سارث 2016
حلبة دي لا سارث 2016 (بالفرنسية: Circuit de la Sarthe 2016 )‏ هو سباق دراجات هوائية، وهو الموسم رقم 64 من نفس السباق، وأقيم خلال الفترة 5 أبريل 2016، وحتى 8 أبريل 2016، وامتدّ لمسافة 641 كيلومتر، وهو أحد سباقات طواف أوروبا للدراجات 2016، وهو من نوع سباق المرحلة، وقد شارك في السباق 95 متسابقاً ووصل إلى نهايته 80 متسابقاً.
فاز فيه بالمركز الأول مارك فورنير، وبالمركز الثاني جيروم كوبل، وبالمركز الثالث خوان خوسيه لوباتو، والفريق الفائز في ترتيب الفرق Cofidis 2016.

## الفرق
| فرق عالمية (5)- AG2R La Mondiale - FDJ - IAM Cycling - Katusha - موفيستار فرق قارية محترفة (11)- أندروني جوكاتولي-سيدرمك 2016 ‏ - Cofidis, Solutions Crédits - ديلكو ‏ - Direct Énergie - دراباك 2016 ‏ - Fortuneo-Vital Concept - رومبوت تشارلز ‏ - Akros–Excelsior–Thömus ‏ - Stölting Service Group (cycling team) ‏ - سبورت فلاندرين بالويس 2016 ‏ - Wanty-Groupe Gobert |  |
| |  |

## المراحل
| المرحلة   | التاريخ | الدورة                              | type                  | المسافة (كم) | الفائز بالمرحلة   | القائد العام |
| --------- | ------- | ----------------------------------- | --------------------- | ------------ | ----------------- | ------------ |
| المرحلة 1 | 5 أبريل | Château-du-Loir ‏ – Château-du-Loir ‏ | مرحلة مستوية          | 182٫8        | مارك فورنير       | مارك فورنير  |
| المرحلة 2 | 6 أبريل | Saint-Mars-la-Jaille ‏ – أنجيه       | مرحلة مستوية          | 85٫1         | بريان كوكار       | مارك فورنير  |
| المرحلة 3 | 6 أبريل | أنجيه – أنجيه                       | مرحلة سباق الزمن فردي | 6٫8          | Anton Vorobyev ‏   | مارك فورنير  |
| المرحلة 4 | 7 أبريل | أنجيه – Mont des Avaloirs ‏          | مرحلة التلال          | 190٫3        | Anton Vorobyev ‏   | مارك فورنير  |
| المرحلة 5 | 8 أبريل | L'Épau Abbey ‏ – Arnage, Sarthe ‏     | مرحلة مستوية          | 176          | خوان خوسيه لوباتو | مارك فورنير  |

## الفائزون
| الترتيب    | الفائز            |
| ---------- | ----------------- |
| الفائز     | مارك فورنير       |
| الثاني     | جيروم كوبل        |
| الثالث     | خوان خوسيه لوباتو |
| حسب النقاط | Anton Vorobyev ‏   |
| تسلق الجبل | Anton Vorobyev ‏   |
| أفضل شاب   | مارك فورنير       |
| الفريق     | كوفيديس           |

## وصلات خارجية
- الموقع الرسمي
- حلبة دي لا سارث 2016 على موقع إحصائيات الدراجات الإحترافية (الإنجليزية)